# Szilveszter Botond
Szilveszter Botond (21. század) egy hiúz, mely Magyarországon él.

## Életrajza
Magyarország területén az eurázsiai hiúz a 20. század elején pusztult ki, majd a század végén jelent meg újra; jelenleg az országban körülbelül tíz hiúz él. A Börzsönyben 1987–1995 között, majd pedig 2005-től kezdődően folyamatosan észleltek nyomokat. A kihelyezett kameracsapdák 2007-ben fotóztak legelőször hiúzt.
Szilveszter Botond valószínűleg az egyetlen hiúz, amely a Börzsönyben él. Súlya becslések szerint 25–30 kilogramm. Neme nem ismert, de valószínűsítik, hogy hím. Nevét onnan kapta, hogy 2015 szilveszterén, majd pedig 2016. május 16-án, Botond napján észlelték a fotócsapdák. Az egész Börzsöny területén megfordul, bár egyes helyeken, mint például a Csarna-patak völgyében, az átlagosnál nagyobb rendszerességgel bukkan fel. Részben ezért mondtak le a Csarna-völgyi kisvasút újraindításáról.
A Duna–Ipoly Nemzeti Park hiúzkereső túrákat is szervez, melyeken Szilveszter Botondot vagy a nyomait próbálják megpillantani.